# مسابقات جهانی ژیمناستیک هنری ۱۹۹۹
مسابقات جهانی ژیمناستیک هنری ۱۹۹۹ سی و چهارمین دوره مسابقات جهانی ژیمناستیک هنری است که در تیانجین، چین از ۸ تا ۱۶ اکتبر ۱۹۹۹ میلادی برگزار شده است.

## جدول مدال‌ها
| رده | کشور      |    |    |    | مجموع |
| --- | --------- | -- | -- | -- | ----- |
| ۱   | روسیه     | ۵  | ۳  | ۳  | ۱۱    |
| ۲   | چین       | ۴  | ۱  | ۴  | ۹     |
| ۳   | رومانی    | ۳  | ۴  | ۱  | ۸     |
| ۴   | اسپانیا   | ۱  | ۱  | ۰  | ۲     |
| ۵   | کره جنوبی | ۱  | ۰  | ۰  | ۱     |
| ۶   | ژاپن      | ۰  | ۲  | ۰  | ۲     |
| ۷   | اوکراین   | ۰  | ۱  | ۱  | ۲     |
| ۸   | کانادا    | ۰  | ۱  | ۰  | ۱     |
| ۸   | مجارستان  | ۰  | ۱  | ۰  | ۱     |
| ۸   | لتونی     | ۰  | ۱  | ۰  | ۱     |
| ۱۱  | بلاروس    | ۰  | ۰  | ۱  | ۱     |
| ۱۱  | بلغارستان | ۰  | ۰  | ۱  | ۱     |
| ۱۱  | یونان     | ۰  | ۰  | ۱  | ۱     |
| ۱۱  | سوئیس     | ۰  | ۰  | ۱  | ۱     |
|     | مجموع     | ۱۴ | ۱۵ | ۱۳ | ۴۲    |